# Порт-Ройал (Новая Шотландия)
Порт-Ройял — канадский сельский муниципалитет в округе Аннаполис, Новая Шотландия.
Расположен на северном берегу бассейна реки Аннаполис примерно в 8 км вниз по течению от устья реки Аннаполис и города Аннаполис-Ройал.
Преимущественно деревенское по своему укладу, поселение Порт-Ройял является популярным туристическим аттракционом в провинции Новая Шотландия благодаря близости к реконструированному историческому французскому колониальному поселению, функционирующему как музей под открытым небом. Поселение было воссоздано правительством Канады в 1939-41 гг.

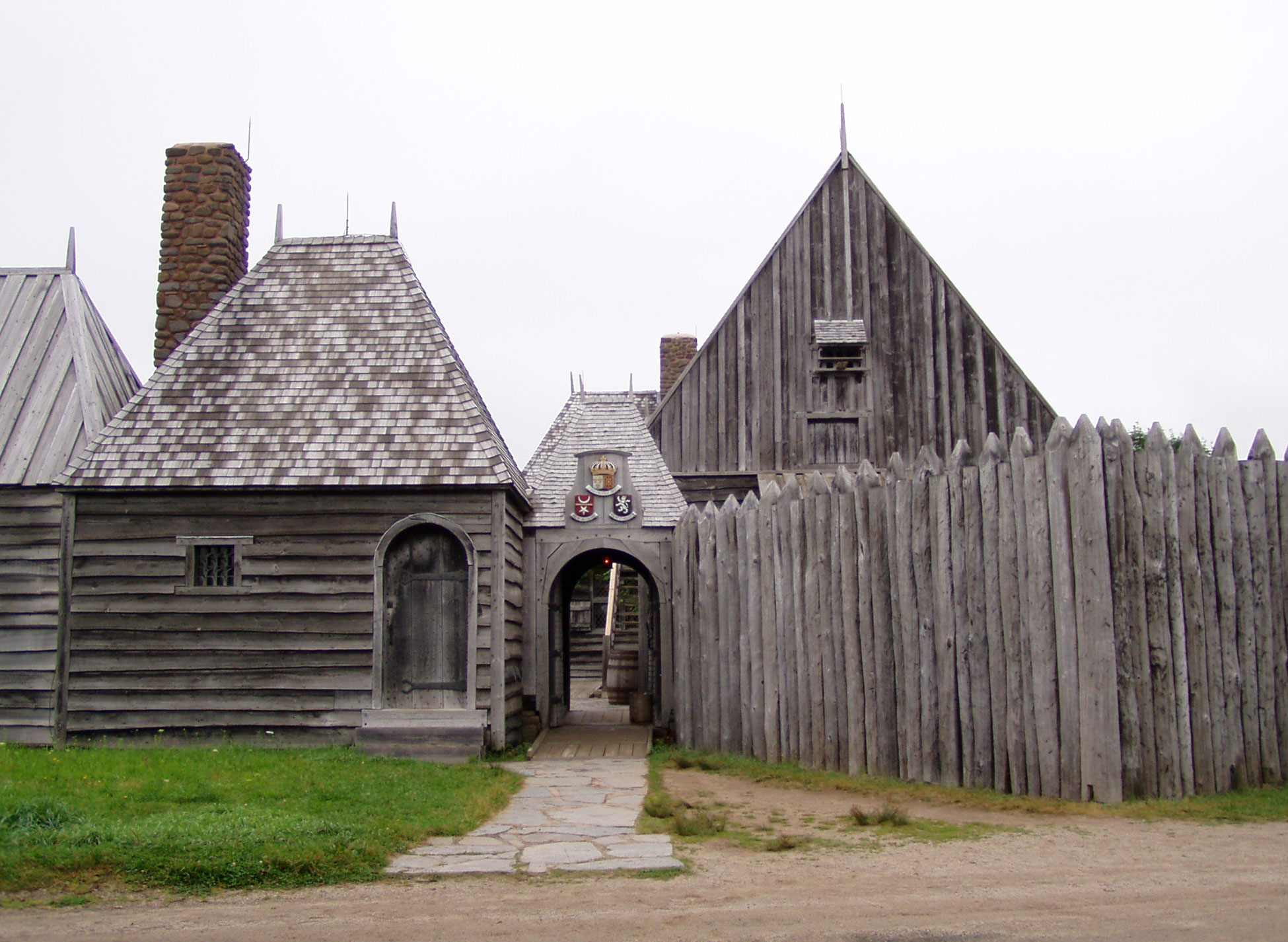
Национальный исторический памятник Порт-Роял — воссозданная копия оригинального французского колониального поселения

Название Порт-Ройал был официально присвоено поселению Советом Канады по географическим названиям 2 марта 1950 г.

## Французское поселение
Оригинальное французское поселение и столица колонии Акадия называлась Пор-Рояль (Пор-Руаяль) во французскую колониальную эпоху. Поселение находилось на территории современного муниципалитета Порт-Ройал с 1605 года до его разрушения британскими военными в 1613 году. Этот населенный пункт был восстановлен в 1939-41 правительством Канады и сейчас называется Национальный исторический музей Порт-Ройал.
После 1613 года французские власти построили новый посёлок под тем же названием Пор-Рояль примерно в 8 км вверх по течению на южном берегу реки Аннаполис. Это поселение сегодня известно как Аннаполис-Ройал. Это второе поселение было захвачено британскими вооруженными силами в 1710 года, во время осады Пор-Рояля, и было переименовано в Аннаполис-Ройал в честь Анны, королевы Великобритании.

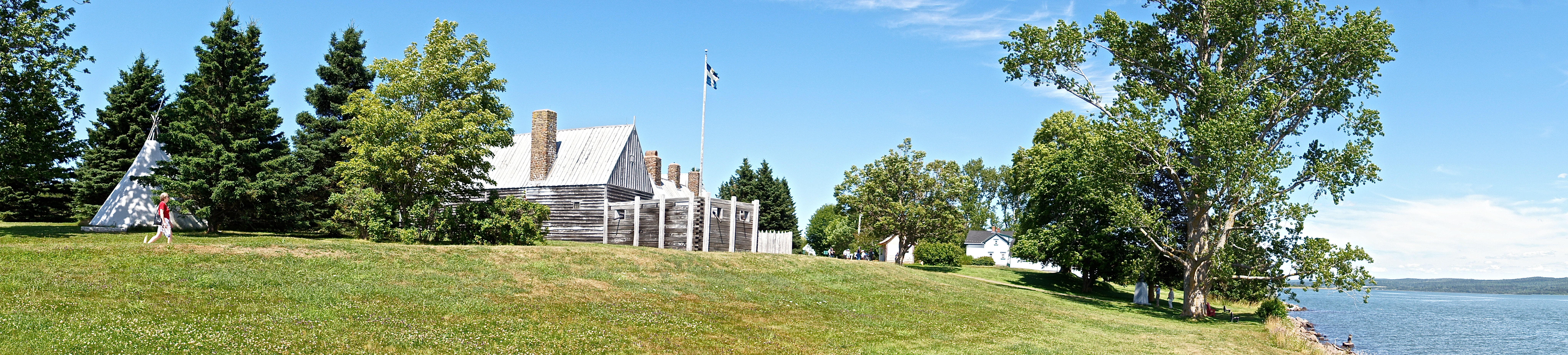
Панорамный вид на Порт-Ройал со стороны реки Аннаполис справа.